# Bradleystrandesia reticulata
Bradleystrandesia reticulata är en kräftdjursart som först beskrevs av Ernst Gustav Zaddach 1844.  Bradleystrandesia reticulata ingår i släktet Bradleystrandesia och familjen Cyprididae. Inga underarter finns listade.